# St. Bonifatius (Großwelzheim)

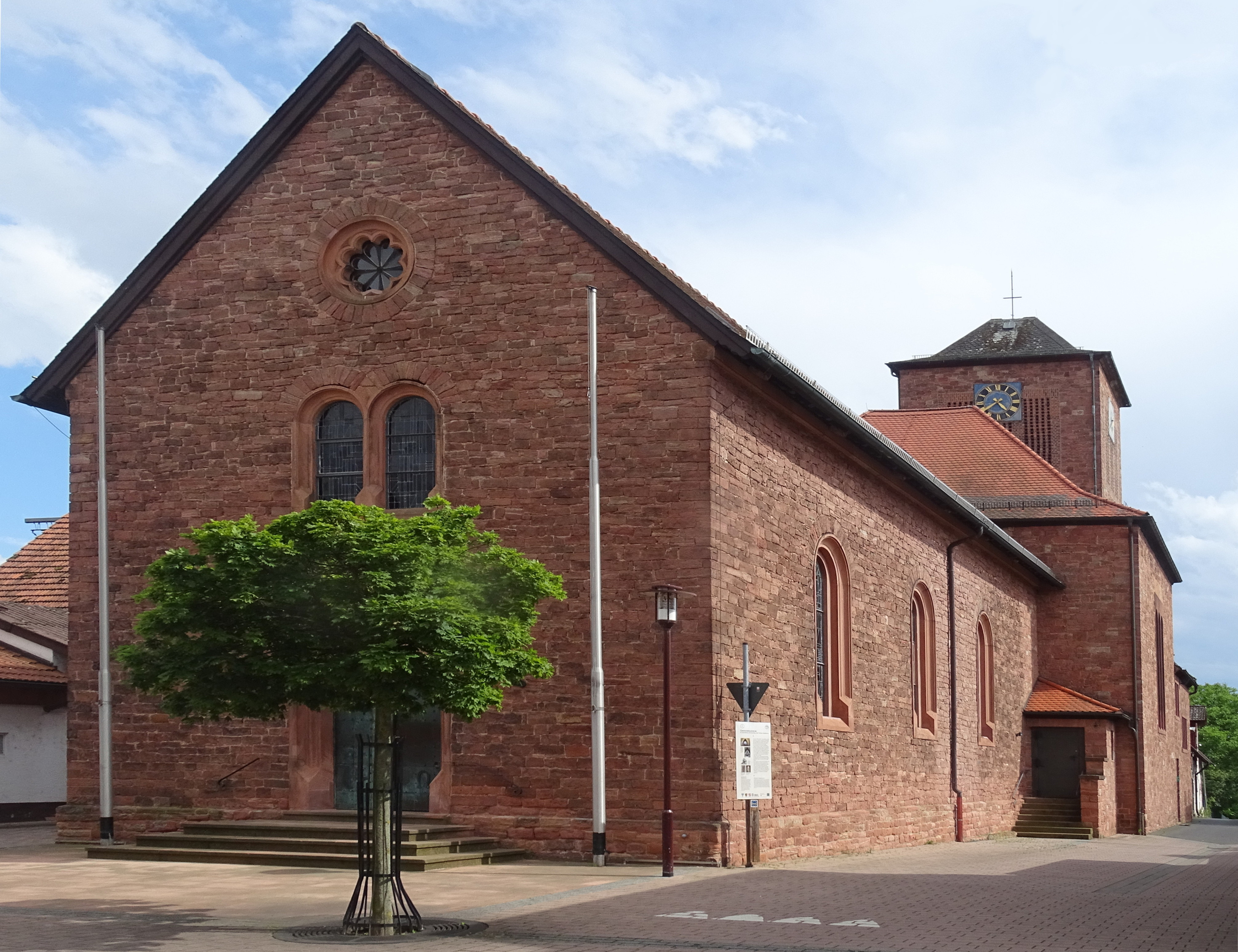
St. Bonifatius (Großwelzheim)

Die römisch-katholische Pfarrkirche St. Bonifatius ist eine denkmalgeschützte Kirche in Großwelzheim, einem Gemeindeteil der Gemeinde Karlstein am Main im Landkreis Aschaffenburg (Unterfranken, Bayern). Das Bauwerk ist unter der Denkmalnummer D-6-71-114-6 als Baudenkmal in der Bayerischen Denkmalliste eingetragen. Die Pfarrei gehört zur Pfarreiengemeinschaft Kirche auf dem Weg (Karlstein am Main) im Dekanat Alzenau des Bistums Würzburg.

## Beschreibung
Die 1854 erneuerte Kapelle wurde 1925–29 durch Dominikus Böhm erweitert. Seine Leitidee ist das christozentrische Bauen nach der Gedankenwelt des Johannes van Acken, d. h. die gesamte räumliche Wirkung des längs gerichteten Baus ist auf den Altar ausgerichtet. Er entwarf einen 23 m hohen, wuchtigen Kirchturm im Süden des Langhauses, einen Kuppelbau in Form eines Querschiffes und einen erhöhten großen Chor. Die Bilder des Hochaltars und der Kreuzwegstationen schuf Alois Bergmann-Franken. Das bedeutendste Kunstwerk ist das an Matthias Grünewald orientierte Marienbildnis aus der Zeit nach 1500. Die Orgel wurde 1942 von Ignaz Weise gebaut.